# Appeal to Reason
Appeal to Reason is het vijfde studioalbum van de Amerikaanse punkband Rise Against.
Het album werd op 7 oktober 2008 uitgebracht via Interscope Records en piekte op 25 oktober op een derde plaats in de Billboard 200. Het album is zachter en radiovriendelijker dan voorgaande werken en de productie lijkt meer melodie-gericht dan bij de rauwe punk op eerdere albums het geval was. De teksten zijn fel gekend tegen de politiek van de regering-Bush.

## Nummers[4]
| 1.                 | Collapse (Post-Amerika)      | 3:19 |
| 2.                 | Long Forgotten Sons          | 4:01 |
| 3.                 | Re-Education (Through Labor) | 3:42 |
| 4.                 | The Dirt Whispered           | 3:09 |
| 5.                 | Kotov Syndrome               | 3:05 |
| 6.                 | From Heads Unworthy          | 3:42 |
| 7.                 | The Strength to Go On        | 3:27 |
| 8.                 | Audience of One              | 4:05 |
| 9.                 | Entertainment                | 3:34 |
| 10.                | Hero of War                  | 4:13 |
| 11.                | Savior                       | 4:02 |
| 12.                | Hairline Fracture            | 4:02 |
| 13.                | Whereabouts Unknown          | 4:02 |
| Totale duur: 48:23 |                              |      |

| 14.                | Historia Calamitatum | 3:23 |
| Totale duur: 51:46 |                      |      |

| 15.                | Sight Unseen | 3:56 |
| Totale duur: 52:19 |              |      |

| 16.                | Elective Amnesia | 3:54 |
| Totale duur: 52:17 |                  |      |